# Por siempre Joan Sebastian
 (mai 2020).
Si vous disposez d'ouvrages ou d'articles de référence ou si vous connaissez des sites web de qualité traitant du thème abordé ici, merci de compléter l'article en donnant les références utiles à sa vérifiabilité et en les liant à la section « Notes et références ».
Por siempre Joan Sebastian est une série télévisée biographique produite par Carla Estrada pour Univision et Televisa. C'est une version autorisée sur la vie de la chanteur mexicain Joan Sebastián. Il met en vedette José Manuel Figueroa et Julián Figueroa en tant que personnage titulaire. 
Elle est diffusée entre le 27 juin et le 25 juillet 2016 sur la chaîne Univision et est diffusée entre le 1er août et le 21 août 2016 sur la chaîne Las Estrellas.

## Synopsis
Cette série biographique suit la vie et la carrière du légendaire auteur-compositeur-interprète mexicain Joan Sebastian, honorant ses réalisations un an seulement après sa mort prématurée. Son amour de la vie sera partagé avec sa passion pour sa musique et ses fans. Cette histoire rendra hommage au «poète du peuple», comme on l'appelle affectueusement, donnant au public un regard unique sur la vie du chanteur enfant, ses nombreuses difficultés à grandir et son ascension fulgurante vers la gloire. José Manuel Figueroa et Julián Figueroa, les fils de Joan Sebastian, joueront Joan à différentes étapes de sa vie. Livia Brito jouera le rôle de Maribel Guardia, l'un des vrais amoureux de Joan.
Histoire touchante d'un poète qui ne s'est jamais rendu face à l'adversité, la mini-série nous ramène dans les années 1950 dans la petite ville mexicaine de Juliantla, où Joan Sebastian est né et, finalement, est décédé en 2015. L'histoire met en scène Sebastian en tant que jeune homme émigrant à Chicago pour poursuivre son rêve, les femmes qui l'ont inspiré, et comment il a lancé une carrière d'enregistrement réussie qui a fait de lui l'un des artistes primés aux Grammy Awards, et dont les chansons vivront pour toujours.

## Distribution
- Julián Figueroa : Joan Sebastian (jeune) / Lui-même
- Arcelia Ramírez : Leticia Gonzalez
- Livia Brito : Maricruz Guardia
- Ernesto D'Alessio : José Miguel Figueroa
- Miguel Ángel Biaggio : Enrico Figueroa
- Irán Castillo : Celina Esparza
- Juan Pablo Gil : Rodrigo Figueroa Gonzalez
- Alejandra Ambrosi : que Maica Jimenez

## Épisodes
1. Seminarista sin vocación
2. Encuentro con Angélica María y con lo que cuesta un disco
3. La boda de José Manuel
4. ¡Joan conoce a Maricruz!
5. Maricruz, un nuevo amor
6. Un accidente y traición
7. El fin de una relación
8. Fallece la mamá de Joan Sebastian
9. Entre Mayka y Celina
10. Entre la felicidad y el dolor
11. Cáncer de huesos
12. Una difícil decisión para los hijos de Joan
13. El regreso del Huracán del Sur
14. El asesinato de Rodrigo
15. El cáncer regresa y matan a Adrián
16. Investigación por ¿nexos con el narco?
17. Medidas desesperadas?
18. Tocando el cielo

## Production
Elle a été rediffusée par sa chaîne d'origine, du 1er février au 28 mars 2020, le samedi à 21 h[réf. nécessaire].

## Diffusion
- Univision (2017)
- Las Estrellas (2017)